# Paulos Tzadua
Paulos Tzadua, né le 25 août 1921 à Addifini en Éthiopie (actuellement en Érythrée) et mort le 11 décembre 2003 à Rome, est un cardinal éthiopien, archevêque métropolitain d'Addis-Abeba de 1977 à 1998.

## Repères biographiques

### Prêtre
Paulos Tzadua est ordonné prêtre le 12 mars 1944 pour le diocèse d'Addis Abeba.

### Évêque
Nommé évêque auxiliaire de ce diocèse le 1er mars 1973 avec le titre d'évêque in partibus d'Abila in Palaestina, il est consacré le 20 mai suivant.
Le 24 février 1977, il devient archevêque métropolitain d'Addis Abeba. Il occupera cette fonction pendant plus de vingt ans, se retirant le 11 septembre 1998. Il a alors 77 ans.

### Cardinal
Il est créé cardinal par le pape Jean-Paul II lors du consistoire du 25 mai 1985 avec le titre de cardinal-prêtre de Santissimo Nome di Maria a Via Latina.